# 大樹ファーム
有限会社大樹ファーム（たいきファーム／Taiki Farm Co. Ltd.）は、日本中央競馬会に馬主登録をしているクラブ法人、および競走馬の生産牧場である。愛馬会法人「株式会社大樹レーシングクラブ」より匿名組合契約に基づく競走馬の現物出資を受けて、中央競馬などの競走に出走させている。
かつて広尾郡大樹町に牧場があったことからこの名称となっている。現代表の荻野豊は育成牧場・ビクトリーホースランチの場主で、ヤエノムテキなどを管理した調教師・荻野光男の次男である。
勝負服の柄は緑、白星散、袖白縦縞、冠名は「タイキ」を用いる。

## 歴史
- 1990年 - 牧場を開設する[2]。
- 1997年 - 安田記念をタイキブリザードが制し、所有馬がGI初勝利を挙げる。また同年のマイルチャンピオンシップ南部杯をタイキシャーロックが制し、生産馬が重賞及びGI初勝利を挙げる。
- 1998年 - ジャック・ル・マロワ賞を所有馬のタイキシャトルが制し、所有馬として初の海外G1制覇、そしてシーキングザパールに続く国内調教馬による2頭目の海外GI制覇を達成した。また同年の朝日杯3歳ステークスをアドマイヤコジーンが制し、生産馬による初のJRA・GI制覇を果たす。
- 2002年 - 静内町に大樹ファーム分場を開場。
- 2011年 - 分場に移転。大樹町の跡地にはMEMU EARTH HOTELなどがある。

## 本場以外の施設
- 大樹トレーニングセンター
- Taiki Farm（アメリカ、アイルランド）

## 主な生産馬
太字は勝利したGI級競走。

### 大樹ファーム生産
- タイキシャーロック（1997年マイルチャンピオンシップ南部杯、1998年浦和記念、エルムステークス）
- タイキブライドル（1998年プリンシパルステークス）
- アドマイヤコジーン（1998年朝日杯3歳ステークス、東京スポーツ杯3歳ステークス、2002年安田記念、阪急杯、東京新聞杯、スプリンターズステークス2着、高松宮記念2着）
- タイキヘラクレス（1999年ダービーグランプリ、名古屋優駿）
- ロードクロノス（2001年中京記念）
- タイキポーラ（2001年マーメイドステークス）
- トミケンスラーヴァ（2018年万葉ステークス）

### 米・Taiki Farm 生産
- タイキフォーチュン（1996年NHKマイルカップ、毎日杯）
- ヒコーキグモ（1997年きさらぎ賞）
- タイキシャトル（1997年マイルチャンピオンシップ、スプリンターズステークス、ユニコーンステークス、1998年安田記念、マイルチャンピオンシップ、ジャック・ル・マロワ賞、京王杯スプリングカップ）
- タイキエルドラド（1997年アルゼンチン共和国杯）
- タイキアーサー（2000年オールスターカップ）
- タイキダイヤ（1999年クリスタルカップ）
- タイキトレジャー（2000年函館スプリントステークス、2001年マイルチャンピオンシップ3着）
- タイキファイヤー（4戦2勝、種牡馬、タイキシャトルの半弟）
- タイキリオン（1999年ニュージーランドトロフィー）
- タイキバカラ（2004年クリスタルカップ）
- タイキエニグマ（2005年師走ステークス、根岸ステークス2着）

## 主な所有馬
- タイキブリザード（1995年宝塚記念2着、有馬記念2着、1996年産経大阪杯、安田記念2着、1997年安田記念、京王杯スプリングカップ）
- タイキマーシャル（1997年エプソムカップ）
- タイキフォーチュン
- タイキシャトル
- タイキエルドラド
- タイキシャーロック
- タイキブライドル
- タイキヘラクレス
- タイキアーサー（1999年まで所有）
- タイキダイヤ
- タイキトレジャー
- タイキファイヤー
- タイキリオン（2006年まで所有）
- タイキポーラ
- タイキバカラ
- タイキエニグマ
- アンコイルド（2013年白富士ステークス、京都大賞典2着、函館記念2着）
- タイキフロリゼル（2022年三木ホースランドパークジャンプステークス）

## 主な繋養繁殖牝馬

### 過去に繋養されていた繁殖牝馬
- パテントリークリア（タイキフォーチュン、タイキダイヤ、タイキリオンの母、ノーザンファームへ移動）
- ウェルシュマフィン（タイキシャトルの母、ノーザンファームへ移動）
- ロイヤルブライド（タイキエルドラド、タイキトレジャーの母、バンダム牧場へ移動）
- アドマイヤマカディ（アドマイヤコジーンの母、ノーザンファームへ移動）
- シンコウラブリイ（シンコーファームへ移動）
- タイキポーラ（ノーザンファームへ移動）

## 大樹レーシングクラブ（愛馬会法人）
代表者は荻野史子。